# Subsecretaria de Inteligência (Brasil)
A Subsecretaria de Inteligência foi o serviço de inteligência do Brasil durante o mandato provisório do presidente Itamar Franco e parte do primeiro mandato de Fernando Henrique Cardoso (1992-1999). Antes de ser reformulado pelo governo Itamar, o órgão chamava-se Departamento de Inteligência, e foi substituído depois pela Agência Brasileira de Inteligência.
Durante a gestão de Itamar Franco a SSI continuou subordinada à Secretaria de Assuntos Estratégicos, como era no governo Collor. No governo FHC a SSI foi subordinada ao Gabinete de Segurança Institucional (órgão militar).

## História da inteligência
As primeiras mudanças de Itamar Franco no Departamento de Inteligência foram a nomeação do coronel Wilson Romão para a direção do mesmo, e do Almirante Mário César Flores para a chefia da Secretaria de Assuntos Estratégicos. Romão foi amigo de infância de Itamar e tinha uma experiência, ainda que não muito ativa, com trabalho de inteligência: ele tinha chefiado a agência do SNI em Goiânia, estrategicamente pouco relevante. O almirante Flores foi o elo de Itamar com as Forças Armadas durante a transição pós-impeachment. Nunca fora funcionário de um serviço de inteligência, mas teve uma experiência informal na área quando foi adido militar na Argentina e coletou informações para o Exército.
Numa nova mudança, o Departamento de Inteligência foi promovido a Subsecretaria de Inteligência em novembro de 1992.
A gestão de Romão na SSI não foi eficiente. O diretor da Subsecretaria enviou mais de uma vez relatórios com informações defasadas, inclusive algumas que já haviam sido notíciadas nos jornais. Apesar da qualidade, esses documentos chegavam ao gabinete do presidente carimbados como confidenciais. Wilson Romão acabou sendo afastado não por sua inconpetência, mas por contratar irregularmente ex-funcionários do extinto Serviço Nacional de Informações. Não chegou a completar quatro meses no cargo, mas antes do mandato de Itamar Franco acabar ele passou por vários outros cargos.
Mas mesmo após a saída do coronel Romão, a SSI continuou a se dedicar a atividades estranhas. Numa certa época a Subsecretaria chegou a produzir tabelas com a variação de preços de produtos de supermercado. As tabelas indicavam a inflação dos produtos da cesta básica em várias capitais e eram redundantes em relação a similares produzidas por outros órgãos. Estes relatórios também eram registrado como confidenciais.
Romão foi substituído por Antônio Marcondes, que trabalhara no SNI durante grande parte do período da ditadura. O SSI ganhou espaço durante sua gestão. Os cursos da Escola de Inteligência que haviam sido cancelados por Collor foram reativados e a Subsecretaria passou a treinar pessoal da Receita Federal e do INSS para investigar casos de fraude. Por outro lado, foi durante a gestão Marcondes que a SSI quase entrou em colapso devido à crise de falta de funcionários chegar a seu limite.
Os serviços de inteligência pós-abertura ainda eram formados basicamente por pessoas que atuaram durante o regime militar. Por isso a linha de pensamento dos mesmos permanecia conservadora. Para um serviço criado nesses moldes era inadmissível a contratação de funcionários livre de qualquer triagem ideológica. Mas esse modus operandi era proibido pela Constituição de 1988, que exigia concurso público como critério principal para a contratação da maioria dos servidores.
A Subsecretaria resistiu à contratação por concurso por cinco anos, durante os quais não se contratou nenhum agente de campo ou analista de informações. Finalmente, em 1994, o concurso foi realizado. Os pré-requisitos para a inscrição eram curso superior completo e conhecimento de uma língua estrangeira. Os funcionários contratados dessa forma, entretanto, eram relegados à serviços menores no setor de análise de informação. Além disso, os concursados precisavam passar no mínimo nessa área antes de poderem tornar-se agentes de campo.
Este e outros acontecimentos deixavam claro que o serviço de inteligência mantinha as convicções autoritárias da época do regime. Outro evento que veio a confirmar esta postura foi um relatório produzido em 1994 (em plena corrida eleitoral) ligando o MST e indiretamente o Partido dos Trabalhadores ao treinamento de uma guerrilha rural. Um acampamento do movimento serviria de base para o treinamento dos sem-terra, que recebiam treinamento de estrangeiros e produziam armas de fogo caseiras. Alemães, nicaraguenses e cubanos, entre outros, estariam envolvidos. O relatório vazou para a imprensa e foi publicado numa manchete do jornal O Estado de S. Paulo. Quase toda a informação contida no relatório era falsa. (Uma minoria dentro do MST veio mesmo a flertar com a ideia de guerrilha posteriormente, no que chegou a receber apoio das FARC, mas nunca chegaram às vias de fato).
A divulgação desse relatório foi um problema para a campanha do candidato do PT, Luiz Inácio Lula da Silva, mas ao contrário do que se pode imaginar este não foi um golpe proposital da SSI - pelo menos não dela toda. O serviço de inteligência foi drasticamente reduzido após a eleição de Fernando Collor, que tinha uma rixa com sua direção. E agora a Subsecretaria esperava represálias semelhantes caso Lula se elegesse. O vazamento do relatório criou alvoroço na direção da SSI e da SAE.
Pouco antes do fim de seu mandato, Itamar Franco recebeu um projeto de lei formulado por veteranos da SSI. Eles pediam através dele algumas mudanças que deixariam a Subsecretaria mais parecida com o SNI, incluindo departamentos vigiando internamente os ministérios civis. O presidente não encaminhou o projeto de lei ao Congresso, e a lei de inteligência não voltou a ser alterada até o governo FHC.
Logo no início do mandato de Fernando Henrique, o controle da SSI foi alterado. O órgão deixou de ser controlado pela Secretaria de Assuntos Estratégicos e passou para a Secretaria Geral da Presidência. A mudança foi a pedido do próprio diretor indicado para a SAE, o ex-diplomata Ronaldo Sardenberg. O chefe da Secretaria Geral da Presidência durante essa fase foi Eduardo Jorge, que junto do general Fernando Cardoso (não confundir com o presidente Fernando Henrique Cardoso) começaram a preparar o projeto para a futura Agência Brasileira de Inteligência. Os dois se desentendiam constantemente sobre como o novo serviço deveria ser e o general acabou por pedir demissão em março de 1996.
O comando da Subsecretaria foi novamente transferido, agora para a Casa Militar (renomeada posteriormente como Gabinete de Segurança Institucional), dirigido pelo general Alberto Mendes Cardoso.
Em 1999 a SSI deu lugar a Abin.

## Êxitos da SSI na contraespionagem
- Um agente da inteligência chinesa foi descoberto subornando um funcionário do Ministério da Saúde.
- Dois agentes da inteligência norte-coreana descobertos transmitindo informações sobre o mercado de soja via rádio.
- Agente da inteligência estadunidense descoberto espionando o projeto do submarino nuclear.